# Soho (Hong Kong)
Pour les articles homonymes, voir Soho.
SoHo ou Soho (chinois traditionnel : 蘇豪區 ; pinyin : Sū Háo qū — aussi 蘇豪美食區, Sū Háo měishí qū, « quartier gastronomique SoHo », officiellement 荷南美食區, hé nán měishí qū, « quartier gastronomique au sud d'Ho(llywood Road) » —) fait partie de Central, le quartier des affaires de Hong Kong situé sur l'île de Hong Kong.
SoHo est l'acronyme de South of Hollywood Road, « au sud d'Hollywood Road », et joue sur le nom du quartier londonien Soho.
SoHo est un quartier à la mode, connu pour ses galeries d'art, ses restaurants exotiques et ses bars qui s'est développé depuis la mise en place du Central-Mid-Levels Escalator and Walkway System.

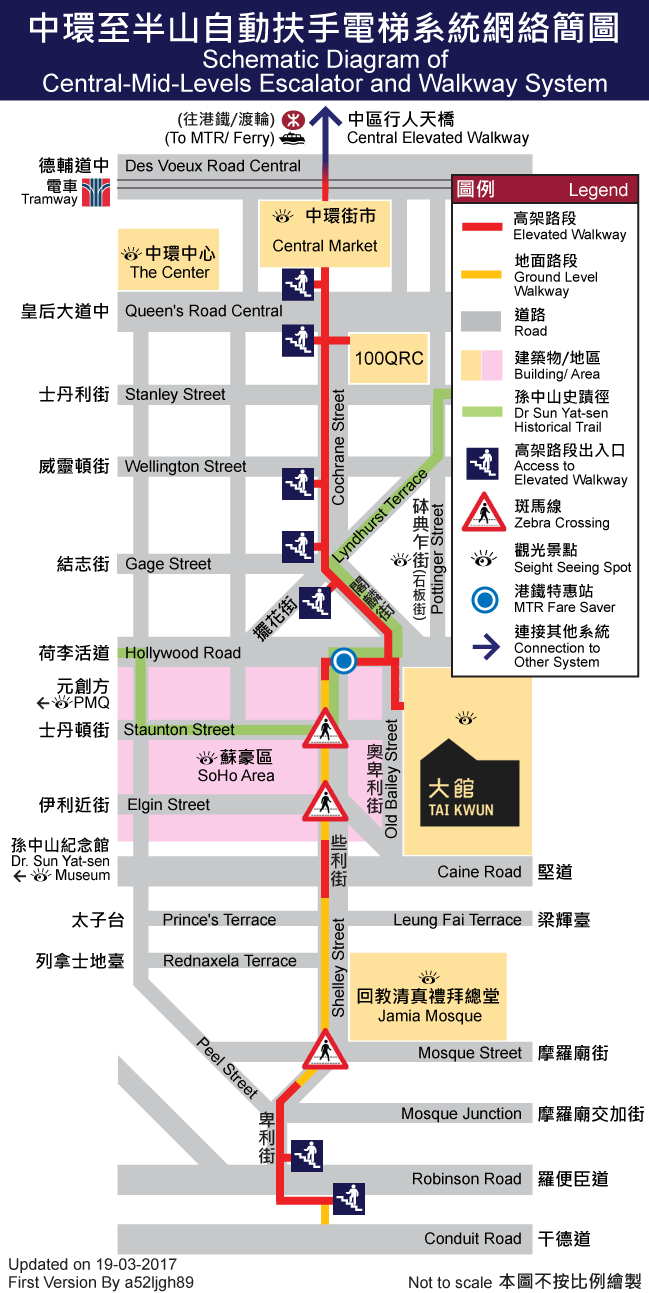
SoHo au centre du Central-Mid-Levels Escalator and Walkway System.
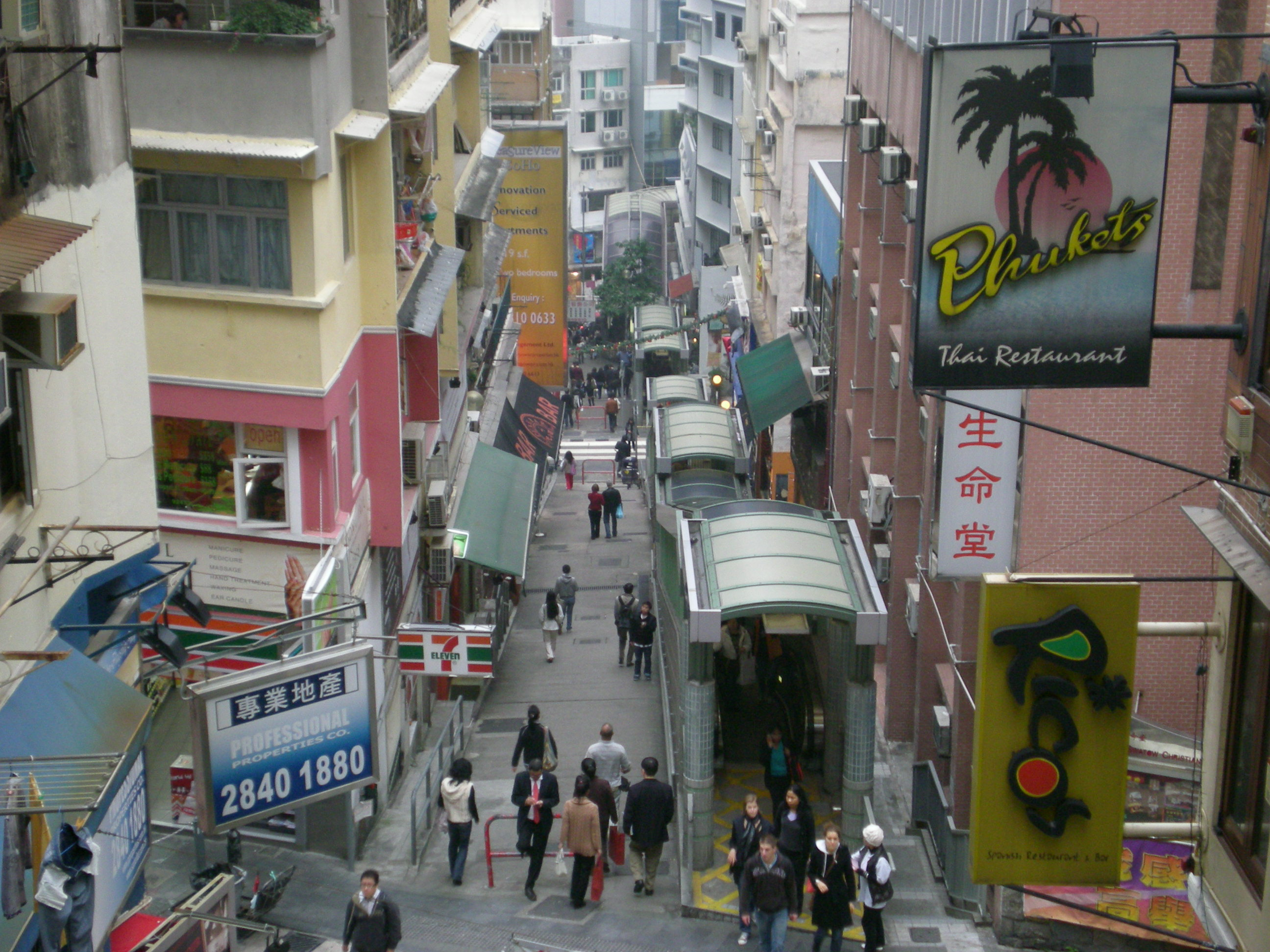
Vue depuis Elgin Street.